# Heribert Barrera
Heribert Barrera i Costa (ur. 6 lipca 1917 w Barcelonie, zm. 27 sierpnia 2011 tamże) – hiszpański i kataloński chemik, nauczyciel akademicki oraz polityk, przewodniczący parlamentu Katalonii (1980–1984), poseł do Parlamentu Europejskiego (1991–1994).

## Życiorys
Urodził się jako syn Martíego Barrery, deputowanego do parlamentu Katalonii i ministra w Generalitat de Catalunya. Podczas wojny domowej walczył po stronie republikańskiej m.in. w Aragonii. W 1939 wyemigrował do Francji, gdzie pozostawał do 1952. Uzyskał licencjat z dziedziny nauk chemicznych na Uniwersytecie Barcelońskim, a później również z zakresu fizyki i matematyki na Uniwersytecie w Montpellier. Obronił doktorat z fizyki na Uniwersytecie Paryskim. Pracował w instytucie chemicznym Uniwersytetu w Montpellier, wykładał też na Uniwersytecie Autonomicznym w Barcelonie. Pracował również na University of New Hampshire.
Karierę polityczną rozpoczął w 1934, gdy związał się z katalońską organizacją studencką Federació Nacional d'Estudiants de Catalunya. Od 1935 był członkiem młodzieżówki Republikańskiej Lewicy Katalonii (ERC). Po powrocie do Katalonii w 1952 organizował podziemną ERC, pozostając jej liderem w kraju. W 1976 został wybrany sekretarzem generalnym partii, którym był do 1987. Od 1991 do 1995 sprawował funkcję przewodniczącego ERC.
W okresie przemian politycznych w 1977 zasiadł w Kongresie Deputowanych. Trzy lata później został posłem do parlamentu Katalonii (z reelekcją w 1984). Pełnił obowiązki przewodniczącego tego gremium w latach 1980–1984. W 1991 objął mandat europosła III kadencji z listy koalicji O Europę Narodów, który sprawował do 1994.
Był autorem prac naukowych publikowanych w pismach francuskich, brytyjskich i amerykańskich, wyróżniony nagrodą naukową Premi Prat de la Riba. Był przewodniczącym katalońskiego stowarzyszenia nauk fizycznych, chemicznych i matematycznych. Należał do Societé Française de Chimie i American Chemical Society. Od 1989 do 1987 stał na czele stowarzyszenia naukowego Ateneu Barcelonés. Przewodniczył też stowarzyszeniu byłych posłów do katalońskiego parlamentu (1997–2003).